# ميليسنت ديلون
ميليسنت ديلون (بالإنجليزية: Millicent Dillon)‏ (24 مايو 1925)؛ كاتِبة وروائية أمريكية.